# Robert Malmgren
Gustaf Robert Malmgren, född 18 juni 1875 i Uddevalla, död 16 september 1947 i Lund, var svensk jurist. Han var far till Bertil Malmgren, svärfar till Hjalte Hultén samt morfar till Lars Hultén och Carin Stenström.
Malmgren avlade mogenhetsexamen vid Göteborgs Högre latinläroverk (Hvitfeldtska) 1893, blev filosofie kandidat vid Göteborgs högskola 1898, studerade från 1898 juridik vid Lunds universitet, där han blev juris utriusque doktor 1909, docent i statsrätt och förvaltningsrätt 1910 och professor i stats-, förvaltnings-, kyrko- och folkrätt 1911.
Malmgren fick tjänst som extra ordinarie notarie vid Göta hovrätt 1903. Han satt ting vid Tösse och Vedbo domsagas häradsrätt i Åmål 1904–1906. Han fick under denna period uppdraget att "biträda vid beredning av ärende angående riksgränsen mot Norge". År 1906 blev han konsistorieamanuens i Göteborg. 
Han tillhörde från 1919 redaktionen för "Statsvetenskaplig Tidskrift" och publicerade där olika undersökningar inom sina ämnen. Han erhöll även uppdraget att utge en officiell Lärobok i rättskunskap för blivande landsfiskaler och utarbetade däri de stats- och förvaltningsrättsliga delarna (1925, andra omarbetade upplagan 1927).
År 1928 var Robert Malmgren biträdande i Justitiedepartementet vid utarbetandet av förslag till vissa grundlagsändringar. Han var också med i utformandet av riksdagens olika utskott, Han tjänstgjorde vidare som sakkunnig vid återbesättande av professorsämbetet i statsrätt med mera vid Stockholms högskola 1926, vid Uppsala universitet 1934, 1938 och 1941 samt vid Lunds universitet 1941 och 1943.
Robert Malmgren är begravd på Norra kyrkogården i Lund.